# José Vidal (futbolista)
José Vidal (15 de desembre de 1896 - 3 de juliol de 1974) fou un futbolista internacional uruguaià, medallista olímpic el 1924.

## Biografia
Vidal va jugar al Belgrano de Montevideo durant la major part de la seva època professional. Amb la selecció de futbol de l'Uruguai va jugar 7 partits, entre 1923 i 1924. Va marcar un gol i va obtenir importants victòries al Campionat Sud-americà de 1923 i, més endavant, als Jocs Olímpics d'estiu de 1924.